# Matilde Jorge
Matilde Jorge (Guimarães, 7 de abril de 2004) es una tenista portuguesa.

## Carrera
Jorge ganó en 2019 su primer título profesional en dobles en el W15 de Santarém, junto a Celia Cerviño Ruiz. Su primer título individual fue en W35 de Leiria 2024.
En 2024 disputó el 125 de Oeiras, junto a su hermana Francisca Jorge. En primera ronda derrotaron a Alicia Barnett y Freya Christie, en cuartos de final a Isabelle Haverlag y Suzan Lamens, en semifinales a Miriam Kolodziejová y Anna Sisková y se coronaron campeonas al vencer en la final a Harriet Dart y Kristina Mladenovic. En 2025 ganaron el torneo nuevamente, al derrotar a Anastasia Dețiuc y Patricia Maria Țig en la final.